# Briefe von gestern
Briefe von gestern ist ein österreichischer Fernsehfilm aus dem Jahr 1972.

## Handlung
Bei Bauarbeiten an einem Postamt findet ein Baumaschinenführer eine alte Posttasche mit Briefen aus dem Jahr 1944, darunter auch Feldpostbriefe. Sie werden nun fast 30 Jahre verspätet zugestellt. Der Film zeigt in wechselnden Episoden, welche Nachrichten die Adressaten erreichen und wie diese auf die Briefe reagieren.

## Produktion
Der Brief wurde vom ORF produziert und am 25. Dezember 1972 zum ersten Mal ausgestrahlt.